# Gornje Ledenice (Pelagićevo)
Pour les articles homonymes, voir Gornje Ledenice.
Gornje Ledenice (en serbe cyrillique : Горње Леденице) est un village de Bosnie-Herzégovine. Il est situé dans la municipalité de Pelagićevo et dans la république serbe de Bosnie. Selon les premiers résultats du recensement bosnien de 2013, il ne compte aucun habitant.
Avant la guerre de Bosnie-Herzégovine, le village faisait entièrement partie de la municipalité de Gradačac ; après la guerre, une portion de son territoire a été rattachée à la municipalité de Pelagićevo, intégrée à la république serbe de Bosnie.

## Histoire
Après la guerre de Bosnie-Herzégovine et à la suite des accords de Dayton, le village, qui faisait partie de la municipalité de Gradačac, a été partiellement rattaché à la municipalité de Pelagićevo, intégrée à la république serbe de Bosnie.

## Démographie

### Évolution historique de la population dans la localité
| 1948 | 1953 | 1961 | 1971 | 1981 | 1991 | 2013 |
| ---- | ---- | ---- | ---- | ---- | ---- | ---- |
| -    | -    | 745  | 752  | 480  | 462, | 0    |

|  |

### Répartition de la population par nationalités (1991)
En 1991, les 462 habitants du village étaient tous Musulmans (bosniaques).